# Timur Faizutdinov
Timur Ramilevich Faizutdinov (Cheliábinsk, Rusia, 6 de octubre de 2001-Yaroslavl, Rusia, 16 de marzo de 2021) fue un jugador de hockey sobre hielo ruso. Jugó para el HC Dinamo San Petersburgo, del cual era capitán del equipo en el momento de su muerte.

## Fallecimiento
El 12 de marzo de 2021, Faizutdinov recibió un golpe en la cabeza con un disco de hockey mientras jugaba en la Final 16 de la Copa Jarlamov contra el Lokomotiv Yaroslavl en Yaroslavl. El padre de Faizutdinov, Ramil, escribió en las redes sociales que su hijo fue golpeado en el área de la arteria carótida. Faizutdinov fue hospitalizado en estado grave y murió el 16 de marzo de 2021 a los diecinueve años de edad.